# Bassista
Il bassista è il musicista che suona il basso elettrico o acustico.
Il termine è utilizzato a volte anche per indicare chi suona il contrabbasso prevalentemente in ambito jazz, rock o pop. Il bassista è da ritenersi l'equivalente del contrabbassista nelle formazioni classiche benché la tecnica sullo strumento e il repertorio si distacchino in maniera piuttosto rilevante tra bassisti e contrabbassisti.
Il bassista svolge, insieme al batterista, la funzione di cellula ritmica del gruppo. È infatti necessario uno spiccato senso del ritmo per suonare questo strumento. Il bassista si occupa prevalentemente dell'accompagnamento ritmico-melodico all'interno della band, ciò non preclude tuttavia l'esecuzione di un assolo o di intraprendere la carriera di solista come hanno fatto bassisti come Jaco Pastorius, Stanley Clarke, Marcus Miller, John Patitucci.
Il bassista, quando il basso elettrico cominciò a diffondersi, era solito suonare con il plettro, grazie al quale poteva anche dare maggior impulso e velocità all'esecuzione, fino a raggiungere sonorità percussive (che negli anni seguenti si sarebbero ottenute soprattutto con lo slapping). Diverse versioni dello strumento, da utilizzare a seconda del genere o del brano specifico, sono a disposizione dal bassista. Oltre al basso a 4 corde (la versione classica dello strumento, diretto discendente del contrabbasso) che può essere elettrico o acustico (o anche elettroacustico), esiste il basso a 5 corde (con una corda di Si più grave rispetto a quello a 4 corde) e il basso a 6 corde (che aggiunge una corda di Do più acuta oltre alla corda di Sol); all'interno della gamma dei bassi a 4,5 o 6 corde troviamo le versioni Jazz Bass, Rock Bass, ecc.
Una menzione particolare spetta alla versione fretless, un basso con il manico senza tasti analogo quindi a quello del contrabbasso, il cui utilizzo è frequente nella musica fusion.